# Behningiidae
Famille
Les Behningiidae sont une famille d'insectes de l'ordre des Éphéméroptères.

## Description
Les nymphes s'enfouissent dans les sédiments mais n'ont pas de défenses sur leurs mandibules, et les pattes antérieures ne sont pas modifiées pour creuser. Les branchies sont ventrales et celles du premier segment abdominal sont simples et plus longues que les branchies des autres segments. Les pattes antérieures ressemblent à des palmes et les deux autres paires de pattes sont modifiées pour protéger les branchies. La famille est de distribution holarctique. Le genre Dolania est présent en Amérique du Nord et les trois autres genres se trouvent dans le nord de l'Europe et en Asie.

## Liste des genres
La famille des Behningiidae comprend les genres suivants, :
- †Archaeobehningia Tshernova, 1977
- Behningia Lestage, 1930
- Dolania Edmunds & Traver, 1959
- Protobehningia Tshernova & Bajkova, 1960